# Christophe Hansen

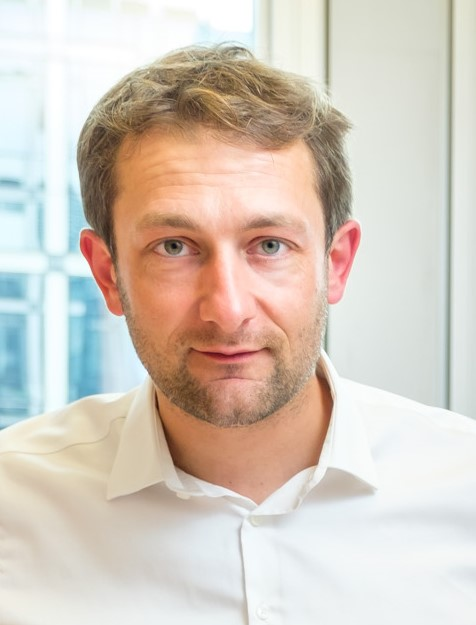
Foto de Christophe Hansen.Tirada no dia 3 de Setembro de 2018 no Parlamento Europeu em Luxembourg.

Christophe Hansen (nascido em 21 de fevereiro de 1982) é um político luxemburguês que é membro do Parlamento Europeu desde 2018, sucedendo a Viviane Reding e tendo sido reeleito em 2019.

No parlamento, Hansen desde então tem servido no Comité de Comércio Internacional. Em 2020, ele também ingressou no Subcomité de Assuntos Tributários.